# Frank Rost
Frank Rost (Karl-Marx-Stadt, República Democràtica Alemanya, el 30 de juny de 1973) fou un futbolista alemany, professional entre el 1991 i el 2012.
Rost prové d'una família esportivament plena d'èxit: el seu pere i la seva mare eren jugadors de les seleccions de la RDA d'handbol. Peter Rost, el seu pare, va guanyar la medalla d'or als Jocs Olímpics d'Estiu de 1980 a Moscou i Christina Rost, la seva mare, va guanyar la medalla de plata als Jocs Olímpics d'Estiu de 1976 a Montréal.

## Trajectòria
La carrera de Frank Rost començava com a davanter de l'entitat Lokomotive Leipzig West. Des del 1982 jugava en la BSG Chemie Böhlen. Només a l'edat de 13 anys va esdevenir porter. El 1986 va ser transferit al centre educatiu del 1. FC Lokomotive Leipzig i després de la reunificació alemanya a l'1. FC Markkleeberg.
El 1992 iniciava la seva ascensió esportiva amb el transferiment al Werder Bremen on era el primer porter a partir de 1998 quan Oliver Reck va ser transferit al FC Schalke 04. El 2002 ell mateix va ser fitxat també pel FC Schalke 04.
El 2007 va firmar pel Hamburger SV, club amb el qual va jugar fins al 2011, quan marxà als Estats Units per posar punt final a la seva carrera professional amb el New York Red Bulls.

## Palmarès
- Segon del Campionat d'Europa de Futbol sub-16 amb la selecció de la RDA 1989
- Bundesliga 1993, 1994
- Copa alemanya de futbol de 1999
- Copa Intertoto de 1998, 2003 i 2004.
- Copa de la Lliga alemanya de futbol de 2005